# Заслуженный работник культуры Украины
Заслуженный работник культуры Украины (укр. Заслужений працівник культури України) — государственная награда Украины — почётное звание, присваиваемое Президентом Украины согласно Закону Украины «О государственных наградах Украины».

## Положение о почётном звании
В соответствии с Положением о почётных званиях Украины, почётное звание «Заслуженный работник культуры Украины» присваивается работникам культурно-образовательных учреждений, театрально-концертных и цирковых организаций, редакций издательств, предприятий полиграфии, кинофикации, архивов, охраны памятников истории и культуры, туристическо-экскурсионных учреждений и организаций, активистам культурологических организаций и обществ, участникам профессиональных и любительских художественных коллективов, другим работникам культуры за весомый вклад в развитие духовной культуры, популяризацию в мире культурно-художественного наследия Украины.
Лица, представляемые к присвоению почётного звания «Заслуженный работник культуры Украины», должны иметь высшее или профессионально-техническое образование.
Присвоение почётного звания производится указом Президента Украины. Почётное звание может быть присвоено гражданам Украины, иностранцам и лицам без гражданства.
Присвоение почётного звания посмертно не производится.

## Описание нагрудного знака
- Нагрудный знак к почётному званию «Заслуженный работник культуры Украины» аналогичен нагрудным знакам других почётных званий Украины категории «заслуженный».
- Нагрудный знак изготавливаются из серебра.
- Нагрудный знак имеет форму овального венка, образованного двумя ветвями лавровых листьев. Концы ветвей внизу обвиты лентой. В середине венка помещен фигурный картуш с надписью «Заслужений працівник культури». Картуш венчает малый Государственный Герб Украины.
- Лицевая сторона нагрудного знака выпуклая. Все изображения и надписи рельефные.
- На оборотной стороне нагрудного знака — застежка для прикрепления к одежде.
- Размер нагрудного знака: ширина — 35 мм, длина — 45 мм.